# Masaki Suzuki
Masaki Suzuki (japonsky 鈴木正樹, Suzuki Masaki; * 2. ledna 1945) je bývalý japonský rychlobruslař.
Na mezinárodní scéně se poprvé představil v roce 1968 na Zimních olympijských hrách (500 m – 15. místo, 1500 m – 40. místo). Od roku 1970 závodil na sprinterských světových šampionátech, startoval také na ZOH 1972 (500 m – 8. místo). V roce 1974 vybojoval stříbrnou medaili na MS ve sprintu a dva roky později se zúčastnil ZOH 1976 (500 m – 11. místo, 1000 m – 19. místo). Sportovní kariéru ukončil po sezóně 1975/1976.